# Лонг Айлънд (Бахамски острови)
Лонг Айлънд (в превод от англ. „Дълъг остров“) e остров, част от Бахамските острови.
Има площ от 448 кв. км и население от 2992 жители (2008 г.) Намира се на 265 км югоизточно от бахамската столица Насау. Телефонният му код е 242. Разположен е в часова зона UTC-5.
Открит е от Христофор Колумб през 1492 г.